# Tropicana Casino Resort Atlantic City

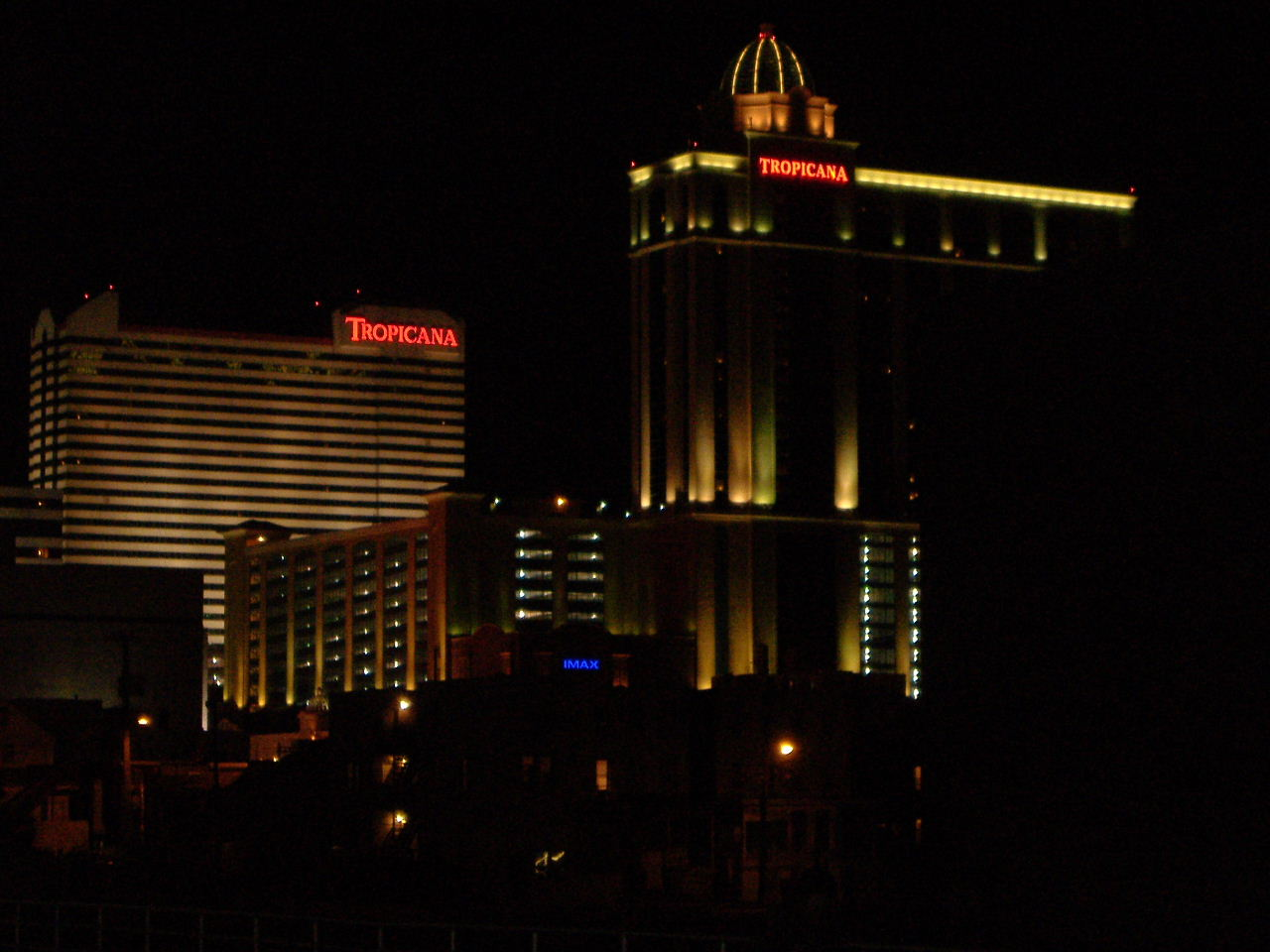
Tropicana de nuit

Le Tropicana Casino Resort Atlantic City est un établissement consistant en un hôtel et un casino et situé sur Brighton Avenue et le boulevard du bord de mer (Boardwalk) à Atlantic City, New Jersey. La société Aztar en est le propriétaire et actionnaire. C'est le plus grand hôtel du New Jersey, comportant 2 125 chambres. L'espace de jeu est de 14 000 m².

## Histoire
Il a été construit sur l'ancien emplacement de l'Ambassador Hotel. Il a ouvert le 23 novembre 1981 et a été rénové en 1996 et en 2003. Son ancien nom était le Tropworld.
Le 30 octobre 2003, un parking du casino en construction s'effondra, faisant 4 morts et 20 blessés.

## Restaurants
- Carminees
- The Palm